# Semiothisa fuscomarginata
Semiothisa fuscomarginata är en fjärilsart som beskrevs av Barend J. Lempke 1952. Semiothisa fuscomarginata ingår i släktet Semiothisa och familjen mätare. Inga underarter finns listade i Catalogue of Life.